# Иванова, Антонина Григорьевна
Антонина Григорьевна Иванова (в девичестве — Ващенко; 25 декабря 1932, Таганрог, Северо-Кавказский край — 23 марта 2006) — советская легкоатлетка, специализировавшаяся на толкании ядра и метании диска. Участница Олимпийских игр 1972 года. Заслуженный мастер спорта СССР, Заслуженный тренер России. Кандидат технических наук.

## Биография
Родилась 25 декабря 1932 года в Таганроге, Северо-Кавказский край. Окончила Московский энергетический институт, а затем работала инженером. Кандидат технических наук.
Лёгкой атлетикой начала заниматься в 1951 году. Представляла спортивные общества «Наука» (Таганрог) и «Зенит» (Москва). Тренировалась под руководством мужа А. А. Иванова. В 1950-е годы побеждала на чемпионатах Москвы и имела рекорды города в толкании ядра.
Впервые завоевала медаль чемпионата СССР в толкании ядра в 36 лет. На этом уровне она имела золото в 1971 году (лето), завоёвывала серебряные медали в 1970 (лето), 1971 (зима), 1972 (лето) и 1973 (зима) годах, а также бронзовые — в 1969 (лето), 1972 (зима), 1973 (лето) и 1974 годах (зима).
Являлась членом сборной СССР с 1969 по 1976 год. Участница летнего чемпионата Европы 1971 года в Хельсинки (4 место) и Олимпийских игр 1972 года в Мюнхене (9 место).
Серебряная медалистка зимнего чемпионата Европы 1972 года в Гренобле и двукратная бронзовая медалистка — 1971 (София) и 1973 (Роттердам).
Её личный рекорд в толкании ядра составлял 19,39 метра (установлен 17 июля 1971 года в Москве), а в метании диска — 59,50 метра (20 октября 1970 года в Днепропетровске). С 1971 по 1980 год Ивановой принадлежал мировой рекорд в толкании ядра среди женщин в возрастной категории 35-39 лет, а с 1974 года она удерживает мировой рекорд среди женщин в возрасте 40-44 лет (19,16 метра).
После завершения спортивной карьеры работала тренером. Скончалась 23 марта 2006 года. Похоронена на Троекуровском кладбище в Москве.